# Рамкова конвенция на ООН за изменението на климата
Рамковата конвенция на ООН по изменение на климата (на английски: United Nations Framework Convention on Climate Change, или инициалите UNFCCC) е международен договор за околната среда, ангажиран с изменението на климата. Конвенцията е подписана от 154 държави на Конференцията на ООН по околна среда и развитие (UNCED), официално известна като Срещата на върха за Земята, проведена в Рио де Жанейро от 3–14 юни 1992 г. Съгласно Конвенцията е създаден секретариат със седалище в Бон през март 1994 г. Протоколът от Киото, подписан през 1997 г. и влязъл в сила през 2005 г., е първото разширение на UNFCCC. То бе заменено от Парижкото споразумение, което влезе в сила през 2016 г.Към 2020 г. Конвенцията има 197 страни, подписали я. Върховният орган за вземане на решения, Конференцията на страните (COP), заседава ежегодно, за да оцени напредъка в борбата с изменението на климата.
Конвенцията признава съществуването на заплаха от увеличение на емисиите от парникови газове в резултат на човешката дейност и поставя за крайна цел стабилизирането на концентрациите на парникови газове в атмосферата до ниво, което би предотвратило опасна антропогенна намеса в климатичната система.
Страните по Конвенцията трябва да предприемат специфични действия, например намаляване на емисиите на парникови газове с известен процент, чрез приемане на протоколи към Конвенцията. Такъв е и приетият през 1997 г. Протокол от Киото, който поставя количествени цели за намаляване на емисиите от парникови газове. Той засяга практически всички основни сектори на икономиката и е смятан за най-широкообхватното споразумение по проблемите на околната среда и устойчивото развитие, което е било подписвано някога.
България ратифицира Протокола от Киото на 17 юли 2002 г., с което се присъедини към усилията на международната общественост за борба с изменението на климата.
Протоколът задължава развитите страни и страните в преход към пазарна икономика, да провеждат политика и предприемат мерки така, че количествата на годишните емисии на парникови газове в периода 2008 – 2012 г. да бъдат по-малко от емисиите на тези газове през приета базова година. За България това задължение е 8% спрямо базова година 1988.
Протоколът се отнася до шест основни парникови газа. Това са въглероден диоксид (СО2), метан (CH4), двуазотен оксид (N2O), хидрофлуорокарбони (HFC), перфлуорокарбони (PFC) и серен хексафлуорид (SF6).
Документът може да стане юридически задължителен едва след ратифицирането му от най-малко 55 страни, включително от страни от Анекс I – развитите страни и страните с икономики в преход, които са отговорни за най-малко 55% от общото количество емисии на въглероден диоксид през 1990 г. Протоколът от Киото е ратифициран от 122 страни, представляващи 44,2% от глобалните емисии на парникови газове.
Анализите в страните от Организацията за икономическо сътрудничество и развитие ясно показват, че цените за намаление на един тон емисии СО2 в развитите страни и страните в преход към пазарна икономика, както и развиващите се страни се различават значително, т.е. ще бъдат значително по-високи в развитите страни. По тази причина бе признато, че международното сътрудничество при изпълнение на задълженията по Протокола от Киото ще допринесе в значителна степен за по-ефективното глобално намаление на емисиите на парникови газове и което е много важно, това ще стане с изразходването на по-малко средства. Именно този подход намери израз в трите механизма на Протокола от Киото.

## Механизми на Протокола от Киото
Протоколът от Киото допуска няколко форми на сътрудничество с цел ефективно намаление на емисиите на парникови газове, наречени „гъвкави механизми“. Това са: съвместно изпълнение, търговия с емисии и чисто развитие.
От значение за България са механизмите съвместно изпълнение и търговия с емисии. Не се предвижда участието на България в механизма „чисто развитие“, тъй като по него си сътрудничат развитите и развиващите се страни.
Международните правила не налагат конкретни ограничения за използване на механизмите по Протокола, но изискват те да бъдат „в допълнение на националните действия“, които трябва да съставляват значителна част от усилията за постигане на задълженията.

## Търговия с емисии
Механизмът е залегнал в чл.17 на Протокола от Киото и дава възможност на страните да търгуват помежду си с редуцирани емисии от парникови газове в периода 2008 – 2012 г., с цел икономически най-ефективно изпълнение на задълженията им по Протокола. Този механизъм може да стартира най-рано в началото на 2008 г., т.е. началото на периода за изпълнение на задълженията по Протокола от Киото.
През време на първия период на задължение на Протокола от Киото 2008 – 2012 г., сумарното годишно количество на емисиите в България се очаква да бъде под предвидените 8% намаление на количеството емисии в сравнение с базисната 1988 г., т.е. страната ни има потенциал за участие в този механизъм.

## Съвместно изпълнение
В чл.6 на Протокола от Киото е заложена възможността развитите страни да участват в проекти за намаляване на парникови газове на територията на други страни. На практика най-вероятно е такива проекти да се осъществяват в страни с икономики в преход, където има по-големи възможности за намаляване на емисиите на по-ниска цена. Количеството единици редуцирани емисии (ЕРЕ) или част от това количество, постигнато в резултат на проекта, може да бъде закупено от съответната развита страна с цел постигане на нейното задължение по Протокола.
Проектите съвместно изпълнение трябва да бъдат одобрени и от двете участващи страни и трябва да водят до редукция на емисии, в допълнение на тези, които биха били постигнати в отсъствието на проекта. Редуцирани емисии от атомна енергия не са допустими. Проекти, отговарящи на горните условия и реализирани преди 2008 г., могат да бъдат вписани като проекти „Съвместно изпълнение“, но ЕРЕ ще бъдат „издадени“ и прехвърлени едва след 2008 г= посредством националния регистър, който предстои да бъде създаден.
Прехвърлят се само реално редуцираните емисии, получени от конкретния проект и това не оказва влияние върху количеството на намалените емисии, с които страната разполага. Т.е. това е новосъздаден „продукт“.
Типични примери за такива проекти са редуциране на емисии на парникови газове чрез: замяна на въглищна електроцентрала с по-ефективно комбинирано производство на топло и електроенергия, подобряване на енергийната ефективност и оттам намаляване на употребата на изкопаеми горива, усъвършенстване на горивните и производствени процеси, използване на възобновяеми енергийни източници, както и увеличаване на потенциала за поглъщане на емисии от въглероден диоксид от горите и др.
Посредством използването на механизма съвместно изпълнение в България могат да се привлекат инвестиции за частния сектор, както и да се увеличи трансфера на технологии и ноу-хау, което от своя страна ще спомогне и за спазване на изискванията на Европейските норми и стандарти. Проектите за съвместно изпълнение имат също допълнителен екологичен и социален ефект.

## Чисто развитие
Този механизъм е включен в чл.12 на Протокола от Киото и се отнася за проекти в развиващите се страни. Целта е да бъде оказана помощ на тези страни в усилията им да постигнат устойчиво развитие и да се създадат емисионни кредити, които могат да бъдат използвани от страните от Анекс I за изпълнение на задълженията им при по-голяма гъвкавост. В този механизъм не се предвижда участието на България, тъй като по него си сътрудничат развитите и развиващите се страни.